# 臺灣同志諮詢熱線協會
台灣同志諮詢熱線協會是台灣同志運動者所成立的社區諮商助人團體和公民權利組織，以同儕輔導、支援網絡、社區中心、人權教育為理念，提供同志群體（女同性戀、男同性戀、雙性戀、跨性別者）電話諮商、家庭支持和溝通、愛滋防治和篩檢、親密關係和衝突諮商，以及性別教育演講的服務，並以青少年、老年、女性、身心障礙者、跨性別等不同的同志群體為對象，舉行團體聚會或社群座談會，了解不同群體可能會面臨的議題和困難，建立起同儕支持的空間。
同志諮詢熱線的成立，緣於1998年青少年同志自殺的報導，促成同志專業助人工作者協會、教師同盟、同志公民行動陣線及Queer'n Class（現台灣性別人權協會）四個同志或性別團體共同成立一個長期、固定的機構，專為弱勢同志服務，提供社群尋求認同與情感支持的管道。2000年向內政部登記立案為非營利組織的社團法人，是台灣同志團體第一個立案登記的社團法人，截至2022年3月，共有位於台北的總會及南部辦公室，合計12位全職工作人員。
同志諮詢熱線曾在2000年與國立臺灣大學建築與城鄉研究所承辦第一屆台北同玩節，由臺北市政府民政局主辦，是台灣第一個由政府編列預算之同志大型活動。2003年於第四屆台北同玩節舉辦台灣首次的同志大遊行。
2017年，台灣同志諮詢熱線協會、台灣同志家庭權益促進會、婦女新知基金會、台灣同志人權法案遊說聯盟、GagaOOLala正式籌組「婚姻平權大平台」。台灣通過同性婚姻之後，婚姻平權大平台在2020年5月正式立案更名為「社團法人台灣彩虹平權大平台協會」，原先的組成團體，則以團體代表擔任協會理監事成員的方式參與平台之運作。

## 工作項目

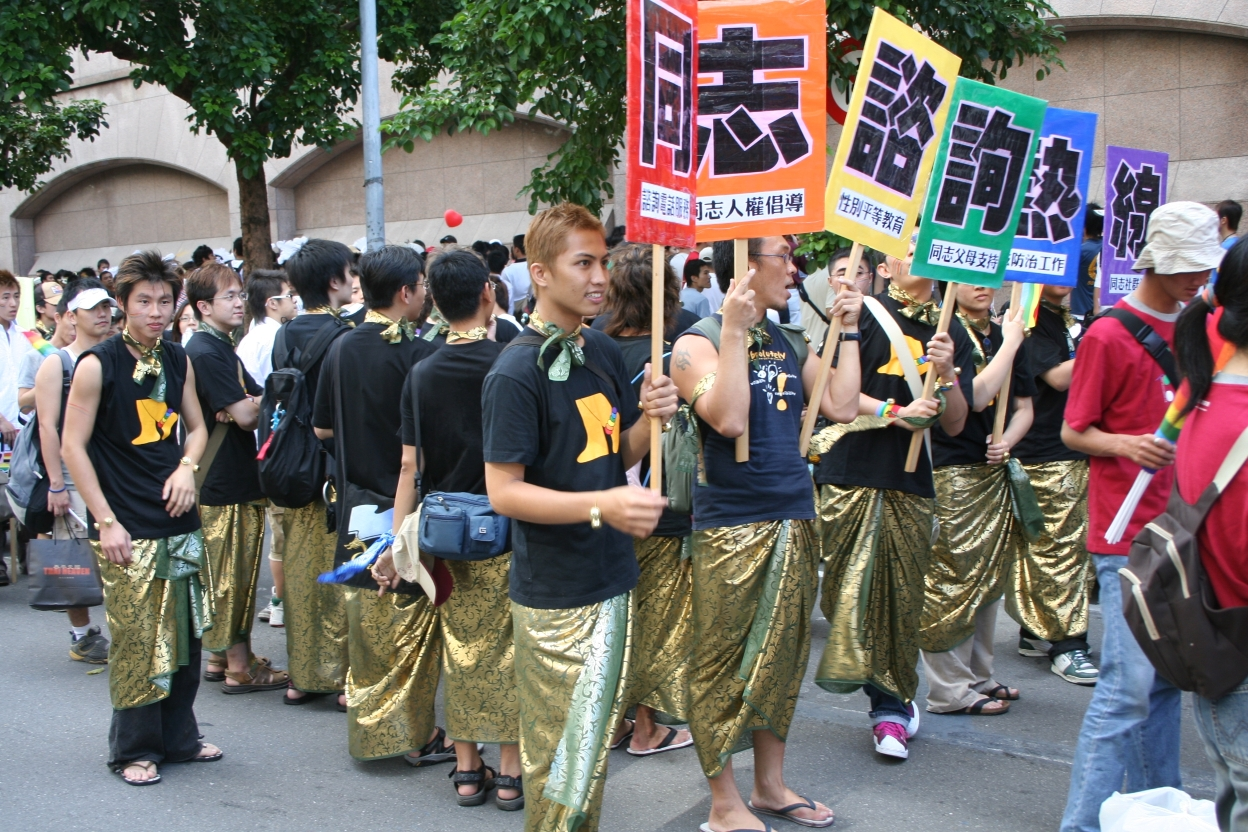
台灣同志諮詢熱線協會的宣傳者穿著閃亮的裙子參加台灣同志大遊行。

### 電話諮商
電話諮商（telephone mediated counseling）是一種社區諮商機構使用最頻繁的助人方式，在台灣，「張老師」、「生命線」、「家庭教育中心」等社區諮商機構都主要運用電話諮商以協助社區之求助民眾。同志諮詢熱線秉持女性主義「同儕諮商」的理念，由同志提供同志群體同理及貼近同志生命之諮詢服務。並積極提供相關資源、鼓勵無資源者拓展其生活、提供一個不對不同性傾向質疑的環境。近年更加入了「愛滋」、「法律」、「同志父母」、「跨性別議題」等諮詢服務。服務對象包括同志（女同性戀、男同性戀、雙性戀、跨性別）、父母親人、學校老師、助人工作者。
提供的諮詢服务包括：
- 自我認同
- 情感支持
- 感情困擾
- 愛滋諮詢
- 法律議題
- 家庭壓力
- 同志父母諮詢 / 家庭親子議題
- 同志交友資訊
- 跨性別議題

### 促進人權
聲援侵侵犯人權的事件，提供相關法律諮詢服務，針對同志權益，以及相關法案進行研究，並不定期舉辦人權教育座談會。目前致力於同志的工作權保障，以及同性婚姻與伴侶權之推動。也積極代表臺灣同志社群參與各項改革，如媒體改革、司法改革等。並結合臺灣不同社會團體，如臺灣性別人權協會、中華民國愛滋感染者權益促進會、日日春關懷互助協會、TG蝶園保持合作，達成弱勢團體相互串連。

### 家庭工作
提供同志父母相關講座、諮詢及支持團體之服務。於2003年出版華人地區第一本同志父母生命經驗分享的書籍：《親愛的爸媽，我是同志》。並仿效國外同志親人組織「PFLAG」辦理同志父母親人講座，提供同志的父母一個支持性團體以及相關資訊。2007年出版華文第一本教導同志出櫃以及如何處理不同家庭關係之書籍《出櫃停看聽》。

### 性別教育
至各級學校針對師生演講「認識同志」專題，透過男女同志義工分想生命經驗故事之方式，讓教師與學生看見同志的真實樣貌，改變一般人對同志之刻板印象。2004年參與《性別平等教育法》之立法，保障同志學生就學權，是臺灣首度將性傾向及性別特質納入法律保障。除進入校園演講，每年不定期於臺灣各縣市舉辦「認識同志教師研習營」，透過研習的方式培訓同志教育種子講師。

### 愛滋防治
同志諮詢熱線協會於2002年開始投入在愛滋病防治教育，對臺灣男同志社群進行安全性行為教育宣導。2005年參照英國GMFA組織出版台灣第一本針對同志安全性行為之手冊《男同志性愛達人》進行衛教工作。2006年更計畫出版與愛滋感染者伴侶相處手冊，以及愛滋感染者伴侶的支持性團體。2007年推出放置保險套及潤滑劑的「趴趴包」，推動男同志於非家庭場所使用保險套之意願。

## 國際交流
2005年同志諮詢熱線藉由參與不同國際會議，以及國際學者、組織工作者訪台時，與不同國際學者、組織工作者和社會運動者進行國際交流。主要參與會議如亞太愛滋會議，國際愛滋會議，亞太酷兒研討會，ILGA亞洲區國際研討會等。並曾邀請多位美國、日本學者，及中國大陸、新加坡組織工作者進行交流訪談。
2008年於國際男女同性戀聯合會在泰國清邁召開的亞太區域會議中當選該組織亞太區域理事會成員，並由國際事務部主任擔任主要代表。2015年10月28日，國際LGBTI聯合會第6屆亞洲區域分會（ILGA-Asia Regional Conference）由台灣同志諮詢熱線協會承辦。這是台灣首次舉辦這一亞洲最大同志國際會議。

## 外部連結
- 同志諮詢熱線首頁 （页面存档备份，存于） （繁體中文）
- 台灣同志諮詢熱線的Facebook專頁